# Calciatore dell'anno (SFWA)
Giocatore dell'anno della SPWA (in inglese SFWA Footballer of the Year o Scottish Football Writers' Association Footballer of the Year) è un premio calcistico assegnato ai giocatori che militano nella Scottish Premier League.
A differenza del Scottish Professional Footballers' Association Players' Player of the Year, il premio viene assegnato al termine di un sondaggio condotto tra i membri della Scottish Football Writers' Association.

## Albo d'oro
- 1965 -  Billy McNeill, Celtic
- 1966 -  John Greig, Rangers
- 1967 -  Ronnie Simpson, Celtic
- 1968 -  Gordon Wallace, Raith Rovers
- 1969 -  Bobby Murdoch, Celtic
- 1970 -  Pat Stanton, Hibernian
- 1971 -  Martin Buchan, Aberdeen
- 1972 -  Dave Smith, Rangers
- 1973 -  George Connelly, Celtic
- 1974 -  Nazionale scozzese ai Mondiali del 1974
- 1975 -  Sandy Jardine, Rangers
- 1976 -  John Greig, Rangers
- 1977 -  Danny McGrain, Celtic
- 1978 -  Derek Johnstone, Rangers
- 1979 -  Andy Ritchie, Greenock Morton
- 1980 -  Gordon Strachan, Aberdeen
- 1981 -  Alan Rough, Partick Thistle
- 1982 -  Paul Sturrock, Dundee United
- 1983 -  Charlie Nicholas, Celtic
- 1984 -  Willie Miller, Aberdeen
- 1985 -  Hamish McAlpine, Dundee United
- 1986 -  Sandy Jardine, Heart of Midlothian
- 1987 -  Brian McClair, Celtic
- 1988 -  Paul McStay, Celtic
- 1989 -  Richard Gough, Rangers
- 1990 -  Alex McLeish, Aberdeen
- 1991 -  Maurice Malpas, Dundee United
- 1992 -  Ally McCoist, Rangers
- 1993 -  Andy Goram, Rangers
- 1994 -  Mark Hateley, Rangers

- 1995 -  Brian Laudrup, Rangers
- 1996 -  Paul Gascoigne, Rangers
- 1997 -  Brian Laudrup, Rangers
- 1998 -  Craig Burley, Celtic
- 1999 -  Henrik Larsson, Celtic
- 2000 -  Barry Ferguson, Rangers
- 2001 -  Henrik Larsson, Celtic
- 2002 -  Paul Lambert, Celtic
- 2003 -  Barry Ferguson, Rangers
- 2004 -  Jackie McNamara, Celtic
- 2005 -  John Hartson, Celtic
- 2006 -  Craig Gordon, Heart of Midlothian
- 2007 -  Shunsuke Nakamura, Celtic
- 2008 -  Carlos Javier Cuéllar, Rangers
- 2009 -  Gary Caldwell, Celtic
- 2010 -  David Weir, Rangers
- 2011 -  Emilio Izaguirre, Celtic
- 2012 -  Charlie Mulgrew, Celtic
- 2013 -  Leigh Griffiths, Hibernian
- 2014 -  Kris Commons, Celtic
- 2015 -  Craig Gordon, Celtic
- 2016 -  Leigh Griffiths, Celtic
- 2017 -  Scott Sinclair, Celtic
- 2018 -  Scott Brown, Celtic
- 2019 -  James Forrest, Celtic
- 2020 -  Odsonne Édouard, Celtic
- 2021 -  Steven Davis, Rangers
- 2022 -  Craig Gordon, Heart of Midlothian
- 2023 -

## Vittorie per nazione
- Scozia: 44
- Svezia: 2
- Danimarca: 2
- Inghilterra: 2
- Spagna: 1
- Giappone: 1
- Galles: 1
- Honduras: 1
- Francia: 1
- Irlanda: 1

## Vittorie per club
- Celtic: 23
- Rangers: 17
- Aberdeen: 4
- Dundee Utd: 3
- Hearts: 3
- Hibernian: 2
- Partick Thistle: 1
- Greenock Morton: 1
- Nazionale di calcio della Scozia: 1
- Raith Rovers: 1